# Opsidia jamaica
Opsidia jamaica är en tvåvingeart som beskrevs av Thomas Pape 1989. Opsidia jamaica ingår i släktet Opsidia och familjen köttflugor.
Artens utbredningsområde är Jamaica. Inga underarter finns listade i Catalogue of Life.